# کاروانسرای صید رضا
کاروانسرای صیدرضا (سیدرضا) مربوط به دوره صفوی است و در خرم‌آباد، میدان بزرگ، خیابان حافظ واقع شده و این اثر در تاریخ ۱۶ شهریور ۱۳۷۶ با شمارهٔ ثبت ۱۹۲۳ به‌عنوان یکی از آثار ملی ایران به ثبت رسیده است.